# Concilio de Iglesias Protestantes Históricas de Chile
El Concilio de Iglesias Protestantes Históricas de Chile es una organización cristiana ecuménica chilena que agrupa en la actualidad a las iglesias y seminarios de confesión protestante histórica en sus ramas anglicana, bautista, luterana, metodista y presbiteriana. El término de histórico hace referencia a las iglesias más antiguas nacidas a partir de la Reforma protestante, las cuales fueron fundadas o se conformaron en el país entre fines del siglo XIX y comienzos del siglo XX, principalmente debido a la llegada de inmigrantes de dicha fe durante el primer siglo posterior a la independencia de Chile.

## Funciones
Su principal finalidad es reunir a las diferentes confesiones cristianas para llegar a acuerdos en común o generar consensos referente a temas que los conciernen, ya sean sobre acciones al interior de las iglesias como también sobre posiciones de los distintos credos en asuntos políticos o ético-morales de la sociedad nacional, adoptando una sola postura en común frente a todas las religiones en Chile. Mediante asambleas — ya sean ordinarias o extraordinarias —  los líderes y representantes de cada comunidad religiosa se reúnen a tratar los diferentes temas que los convocan, teniendo como resultado final la redacción y emisión de una declaración para toda la opinión pública.
Durante los confinamientos por la pandemia de COVID-19, fue celebrado un «Servicio interdenominacional de Semana Santa» organizado por todas las iglesias miembro del Concilio, siendo transmitido a través de Streaming.

## Miembros

### Iglesias
- Iglesia Anglicana de Chile (IACH)
- Iglesia Evangélica Luterana en Chile (IELCH)
- Iglesia Evangélica Presbiteriana de Chile (IEPCH)
- Iglesia Luterana en Chile (ILCH)[4]
- Iglesia Metodista de Chile

### Seminarios
- Comunidad Teológica Evangélica de Chile (CTE)
- Seminario Teológico Bautista de Chile
- Seminario Metodista de Chile
- Instituto Teológico Comunidad de la fe